# Dryobiini
Los driobiinos (Dryobiini) son una tribu de coleópteros crisomeloideos de la familia Cerambycidae.

## Géneros
Tiene los siguientes géneros:
- Anisotyma Napp & Monné, 2009
- Dryobius LeConte, 1850
- Ornithia Thomson, 1864